# Криничувате (Нікопольський район)
Криничува́те (до 1861 року — Кудашівка) — село в Нікопольському районі Дніпропетровської області. Входить до складу Першотравневської сільської громади. Колишній адміністративний центр Криничуватської сільської ради. Населення — 458 мешканців.

## Географія
Село Криничувате знаходиться на лівому березі річки Солона, у яку впадає права притока Балка Березняги. Нижче за течією на відстані 4 км розташоване село Бекетівка. Річка в цьому місці пересихає, на ній зроблено кілька загат. Через село проходить автомобільна дорога Т 0435.
Розташоване на півдні області за 80 кілометрів від Дніпра і за 50 кілометрів від Запоріжжя.

## Історія
Село засноване на початку 19 століття. До 1861 року носило назву Кудашівка, оскільки там проживали кріпаки пана Кудашова. Після скасування кріпосного права стало називатись Криничувате через велику кількість криниць у цій місцевості.
Станом на 1886 рік у колишньому власницькому селі Кудашеве Лошкарівської волості Катеринославського повіту Катеринославської губернії мешкало 254 особи, налічувалось 41 дворове господарство, існувала лавка.
В часи радянської влади у Криничуватому була розміщена центральна садиба колгоспу ім. Ілліча (утворився в 1928 році), за яким закріплені 6800 га сільськогосподарських угідь, у тому числі 5570 га орної землі. Основний напрям господарства — виробництво вовни.
Під час організованого радянською владою Голодомору 1932—1933 років померло щонайменше 3 жителі села.
12 червня 2020 року, відповідно до розпорядження Кабінету Міністрів України № 709-р від «Про визначення адміністративних центрів та затвердження територій територіальних громад Дніпропетровської області», увійшло до складу Першотравневської сільської громади.
19 липня 2020 року, в результаті адміністративно-територіальної реформи і ліквідації Нікопольського району(1923—2020), село увійшло до складу новоутвореного Нікопольського району.

## Населення
Згідно з переписом УРСР 1989 року чисельність наявного населення села становила 510 осіб, з яких 243 чоловіки та 267 жінок.
За переписом населення України 2001 року в селі мешкало 458 осіб.

### Мова
Розподіл населення за рідною мовою за даними перепису 2001 року:
| Мова       | Відсоток |
| ---------- | -------- |
| українська | 96,72 %  |
| російська  | 3,06 %   |
| білоруська | 0,22 %   |

## Сучасність
У Криничуватому працює декілька сільськогосподарських підприємств. Є школа, дитячий садок, ФАП, будинок культури,бібліотека,два магазини. Криничувате до 2021 року зменшувало своє населення, але після 24 лютого тобто російської агресії проти України, з м.Нікополь почали приїжджати сім'ї але їх не дуже багато. Криничувате найбільше село з поміж її сусідів, с.Веселе, с.Довгівка